# Zatrephes lentiginosus
Zatrephes lentiginosus là một loài bướm đêm thuộc phân họ Arctiinae, họ Erebidae.